# RL филтар
Отпорно-индукторско коло (RL коло, RL филтар или RL мрежа), један је од најједноставнијих аналогних електронских филтара са бесконачним импулсним одзивом. Састоји се од отпорника и завојница, везаних серијски или паралелно.

## Увод
Основни пасивни линеарни елементи кола су отпорник, кондензатор и завојница. Комбинацијом ових елемената могу се формирати електрична кола као што су: RC кола, RL кола, ЛЦ кола и RLC кола при чему скраћенице указују на то који се елементи користе у датом колу. Ова кола имају значајну примену у аналогној електроници. Конкретно служе као пасивни филтри. 
У пракси се умјесто RL чешће користе RC кола, јер се лакше производе и генерално су физички мања.
И RC и RL кола формирају једнополни филтер. У зависности од тога да ли је реактивни елемент (кондензатор или завојница) серијски или паралелно везан са потрошачем имаћемо нископропусни односно високопропусни филтер.
RL кола се често користе за једносмерно напајање за RF појачиваче.

## Импеданса
Импеданса {\displaystyle Z_{L}} завојнице са индуктивношћу {\displaystyle L} је:
{\displaystyle Z_{L}\ =\ Ls}
Комплексна фреквенција {\displaystyle s} је комплексни број,
{\displaystyle s\ =\ \sigma +j\omega }
где
- j представља имагинарну јединицу:

{\displaystyle j^{2}=-1}
- {\displaystyle \scriptstyle \sigma \ } је константа експоненцијалног опадања (у радијанима у секунди), и
- {\displaystyle \scriptstyle \omega \ } је угаона фреквенција (у радијанима у секунди).

### Својствене функције
У комплексне својствене функције од било ког линеарног временског интервала (ЛТИ) система су од следећих облика:
{\displaystyle {\begin{aligned}\mathbf {V} (t)&=\mathbf {A} e^{st}=\mathbf {A} e^{(\sigma +j\omega )t}\\\mathbf {A} &=Ae^{j\phi }\\\Rightarrow \mathbf {V} (t)&=Ae^{j\phi }e^{(\sigma +j\omega )t}\\&=Ae^{\sigma t}e^{j(\omega t+\phi )}\end{aligned}}}
Од Еулонове формуле, прави-део ове властите функције су експоненцијално-распадању синусоида:
{\displaystyle v(t)=\mathrm {Re} \left\{V(t)\right\}=Ae^{\sigma t}\cos(\omega t+\phi )}

### Синусоидални равнотежно стање
Синусоидални устаљено стање је посебан случај у којем улазни напон се састоји од чисте синусоиде (без експоненцијалног распадања). Као резултат тога,
{\displaystyle \sigma =0}
и евалуација с постаје
{\displaystyle s=j\omega }

## Серија коло
[[Датотека:series-RL.png|мини|десно|250px | Серија RL коло
Приказивањем коло као напона разделник, видимо да напон преко индуктор је:
{\displaystyle V_{L}(s)={\frac {Ls}{R+Ls}}V_{in}(s)}
и напон на отпорнику је:
{\displaystyle V_{R}(s)={\frac {R}{R+Ls}}V_{in}(s)}

### Струја
Струја у колу је свуда иста, јер коло је у серији:
{\displaystyle I(s)={\frac {V_{in}(s)}{R+Ls}}}

### Трансфер функција
Функција преноса за индуктор је
{\displaystyle H_{L}(s)={V_{L}(s) \over V_{in}(s)}={Ls \over R+Ls}=G_{L}e^{j\phi _{L}}}
Слично томе, функција преноса за отпорника
{\displaystyle H_{R}(s)={V_{R}(s) \over V_{in}(s)}={R \over R+Ls}=G_{R}e^{j\phi _{R}}}

#### Полови и нуле
Обе функције преноса имају један полни се налази на
{\displaystyle s=-{R \over L}}
Поред тога, функција преноса за индуктор има нула се налази на порекло.

### Појачање и фазни угао
Добици преко две компоненте налазе узимајући магнитуда наведених израза:
{\displaystyle G_{L}=|H_{L}(s)|=\left|{\frac {V_{L}(s)}{V_{in}(s)}}\right|={\frac {\omega L}{\sqrt {R^{2}+\left(\omega L\right)^{2}}}}}
и
{\displaystyle G_{R}=|H_{R}(s)|=\left|{\frac {V_{R}(s)}{V_{in}(s)}}\right|={\frac {R}{\sqrt {R^{2}+\left(\omega L\right)^{2}}}}}
а фазни углови су:
{\displaystyle \phi _{L}=\angle H_{L}(s)=\tan ^{-1}\left({\frac {R}{\omega L}}\right)}
и
{\displaystyle \phi _{R}=\angle H_{R}(s)=\tan ^{-1}\left(-{\frac {\omega L}{R}}\right)}

### Фазорске нотација
Ови изрази заједно може се заменити у уобичајеном изразу за фазорске који представља излаз:
{\displaystyle {\begin{aligned}V_{L}&=G_{L}V_{in}e^{j\phi _{L}}\\V_{R}&=G_{R}V_{in}e^{j\phi _{R}}\end{aligned}}}

### Импулсни одзив
Импулсни одзив за сваки напон је инверзна Лапласове трансформације од одговарајуће функције преноса. Он представља одговор на кола улазног напона се састоји од импулса или Дирак делта функција.
Импулсни одзив за индуктор напона је
{\displaystyle h_{L}(t)=\delta (t)-{R \over L}e^{-t{\frac {R}{L}}}u(t)=\delta (t)-{1 \over \tau }e^{-{\frac {1}{\tau }}t}u(t)}
Где u(t) је Хевисајда функција корака и
{\displaystyle \tau ={L \over R}}
је временска константа.
Слично томе, импулсни одзив за отпорник напона је
{\displaystyle h_{R}(t)={R \over L}e^{-t{\frac {R}{L}}}u(t)={1 \over \tau }e^{-{\frac {1}{\tau }}t}u(t)}

### Нула улазхог одговора (ЗИР)
Нула улазхог одговора, такође зове природна реакција, неког RL коло описује понашање кола након што је достигао константне напоне и струје и искључите из било које врсте струјног извора. То се зове нула-улаз одговор јер не захтева улаз.
ЗИР неког RL кола је:
{\displaystyle i(t)=i(0)e^{-{\frac {R}{L}}t}=i(0)e^{-{\frac {1}{\tau }}t}}

### Разматрања домена фреквенције
То су фреквенција домен изрази. Анализа њих ће показати које су фреквенције кола (или филтри) проћи и одбити. Ова анализа почива на разматрање шта се дешава са овим добитака као фреквенција постаје веома велика и веома мала.
Као {\displaystyle \scriptstyle \omega \;\to \;\infty }:
{\displaystyle {\begin{aligned}G_{L}&\to 1\\G_{R}&\to 0\end{aligned}}}
Као {\displaystyle \scriptstyle \omega \;\to \;0}:
{\displaystyle {\begin{aligned}G_{L}&\to 0\\G_{R}&\to 1\end{aligned}}}
То показује да, ако се узима излаз преко индуктора, високе фреквенције су прошле и ниске фреквенције су ослабљене (одбијене). Дакле, коло се понаша као  високопропусни филтер. Ако је, међутим, излаз преко отпорника, високе фреквенције одбијен и ниске фреквенције су прошле. У овој конфигурацији, коло се понаша као нископропусни филтар. Упоредите ово са понашањем отпорника производње у виду RC коло, где је обрнут случај.
Опсег фреквенција који пролази кроз филтар зове се пропусног опсега. Тачка у којој филтар слаби сигнал до половине своје нефилтрирани моћи се назива његова Гранична фреквенција. Ово захтева да добитак од кола да се сведе на
{\displaystyle G_{L}=G_{R}={\frac {1}{\sqrt {2}}}}.
Решавање једначина приносе
{\displaystyle \omega _{c}={\frac {R}{L}}}rad/s
или
{\displaystyle f_{c}={\frac {R}{2\pi L}}}Hz
што је фреквенција да ће филтар бити блажи до половине своје првобитне моћи.
Јасно, фазе такође зависи од фреквенције, иако је овај ефекат генерално мање занимљив од варијација гејна.
Као {\displaystyle \scriptstyle \omega \;\to \;0}:
{\displaystyle {\begin{aligned}\phi _{L}&\to 90^{\circ }={\frac {\pi }{2}}^{c}\\\phi _{R}&\to 0\end{aligned}}}
Као {\displaystyle \omega \to \infty }:
{\displaystyle {\begin{aligned}\phi _{L}&\to 0\\\phi _{R}&\to -90^{\circ }=-{\frac {\pi }{2}}^{c}\end{aligned}}}
Дакле, на ДЦ (0 Хз), отпорник напон је у фази са напоном сигнала док индуктор напон га води од 90 степени. Као фреквенција повећава, отпорник напон долази да имају а 90° заостају у односу на сигнала и индуктор напона долази да буде у-фази са сигналом.

### Време разматрања домена
Овај одељак се ослања на знања Е, природна логаритамска константа.
Најједноставнији начин да се изведе понашање домена време је да користите Лапласове трансформације с тих израза за {\displaystyle \scriptstyle V_{L}} и {\displaystyle \scriptstyle V_{R}} датом горе. Ово ефективно претвара {\displaystyle \scriptstyle j\omega \;\to \;s}. Под претпоставком да улазни корак (тј., {\displaystyle \scriptstyle V_{in}\;=\;0} before {\displaystyle \scriptstyle t\;=\;0} and then {\displaystyle \scriptstyle V_{in}\;=\;V} после тога):
{\displaystyle {\begin{aligned}V_{in}(s)&=V{\frac {1}{s}}\\V_{L}(s)&=V{\frac {sL}{R+sL}}{\frac {1}{s}}\\V_{R}(s)&=V{\frac {R}{R+sL}}{\frac {1}{s}}\end{aligned}}}
<- Упркос насловима ових слика, они не примењују RL коло превише, док су исправно описани! ->
<- Упркос насловима ових слика, они не примењују RL колу превише, док су исправно описани! ->
Парцијална фракција ова експанзија и инверзна Лапласове трансформације принос:
{\displaystyle {\begin{aligned}V_{L}(t)&=Ve^{-t{\frac {R}{L}}}\\V_{R}(t)&=V\left(1-e^{-t{\frac {R}{L}}}\right)\end{aligned}}}
Тако, напон преко индуктора тежи 0 како време пролази, а напон преко отпорника тежи В, као што је приказано на сликама. Ово је у складу са интуитивним тренутку да ће индуктор имати само напон преко док струја у колу мења - као коло достигне стабилно-стање, нема даље промене струје и на крају не индуктор напона.
Ове једначине показују да серија RL коло има времена константан, обично означено {\displaystyle \scriptstyle \tau \;=\;{\frac {L}{R}}} је време које је потребно напону преко компоненте за или пад (преко Л) или раст (преко Р) у року {\displaystyle \scriptstyle {\frac {1}{e}}} своје крајње вредности. То је, {\displaystyle \scriptstyle \tau }је време потребно {\displaystyle \scriptstyle V_{L}} да достигне {\displaystyle \scriptstyle V\left({\frac {1}{e}}\right)} и {\displaystyle \scriptstyle V_{R}} да достигне {\displaystyle \scriptstyle V\left(1\,-\,{\frac {1}{e}}\right)}.
Стопа промене је ' фракциона {\displaystyle \scriptstyle \left(1\,-\,{\frac {1}{e}}\right)} по {\displaystyle \scriptstyle \tau }. Тако, идући од {\displaystyle \scriptstyle t\;=\;N\tau } до {\displaystyle \scriptstyle t\;=\;(N\,+\,1)\tau }, напон ће се преселили око 63% од начина од њеног нивоа {\displaystyle \scriptstyle t\;=\;N\tau } ка својој коначној вредности. Дакле, напон преко Л ће опао на око 37%, након {\displaystyle \scriptstyle \tau }, а у суштини се нула (0,7%), након око {\displaystyle \scriptstyle 5\tau }. Напон закона Кирхофа подразумева да ће напон преко отпорника бити у успону на истом курсу. Када извор напона се затим замењен са кратког споја, напон преко Р опада експоненцијално са т из {\displaystyle \scriptstyle V} ка 0. Р ће бити отпуштен на око 37%, након {\displaystyle \tau }, а у суштини потпуно испражњене (0,7%), након око {\displaystyle \scriptstyle 5\tau }. Имајте на уму да струја, {\displaystyle \scriptstyle I}, у колу понаша као напоном преко Р чини, преко Омовог закона.
Кашњење у порасту / јесењем времену кола је у овом случају изазваних назад-ЕМФ из индуктора који, као струја протиче кроз њега покушава да промени, спречава струја (и самим тим напон преко отпорника) из диже или пада много брже него временском константе кола. Пошто су све жице имају неки само-индуктивни и отпор, све линије имају временску константу. Као резултат тога, када је напајање укључено, струја не одмах достигне свој стационарног стања вредности, {\displaystyle \scriptstyle {\frac {V}{R}}}. Раст уместо траје неколико временске константе да се заврши. Ако то није случај, а актуелни су до стабилног стања одмах, изузетно јака електрична поља индуктивни би бити генерисани од стране оштар промене у магнетном пољу - то би довело до слома ваздуха у колу и електрични лук инг, вероватно оштећења компоненте (и корисницима).
Ови резултати могу такође бити изведена решавањем диференцијалну једначину описује коло:
{\displaystyle {\begin{aligned}V_{in}&=IR+L{\frac {dI}{dt}}\\V_{R}&=V_{in}-V_{L}\end{aligned}}}
Прва једначина је решена коришћењем интегришући фактор и даје струју која се мора разликовати дајући {\displaystyle \scriptstyle V_{L}}; друга једначина је једноставна. Решења су потпуно исте као и оне добијене путем Лаплас трансформације.

## Паралелно коло
Паралелно RL коло је генерално мање интересовање него серија кола, осим ако се храни са текућег извора. То је углавном зато што излазни напон {\displaystyle V_{out}} једнак улазног напона {\displaystyle \scriptstyle V_{in}}--као резултат, ово коло не делује као филтар за улазни сигнал напона.
Са комплексних импеданси:
{\displaystyle {\begin{aligned}I_{R}&={\frac {V_{in}}{R}}\\I_{L}&={\frac {V_{in}}{j\omega L}}=-{\frac {jV_{in}}{\omega L}}\end{aligned}}}
Ово показује да индуктор заостаје отпорник (и извор) Тренутни од 90°.
Паралелно коло се види на излазу многих појачала кола, а користи се да се изолује од капацитивних појачало утовар ефеката на високим фреквенцијама. Због фазне смене увео капацитивност, неки појачала постати нестабилан на веома високим фреквенцијама, и имају тенденцију да осцилира. Ово утиче на квалитет звука и век компоненти (посебно транзистора), а треба избегавати.